# Higuera de las Dueñas
Higuera de las Dueñas là một đô thị trong tỉnh Ávila, Castile và León, Tây Ban Nha. Theo điều tra dân số 2006 (INE), đô thị này có dân số là 321.